# Saint-Marsal
Saint-Marsal település Franciaországban, Pyrénées-Orientales megyében. Lakosainak száma 73 fő (2022. január 1.). Saint-Marsal Prunet-et-Belpuig, Calmeilles, Taillet, Montbolo, Taulis, Corsavy és La Bastide községekkel határos.

## Népesség
A település népessége az elmúlt években az alábbi módon változott:
| Lakosok száma | 93   | 87   | 79   | 71   | 69   | 66   | 64   | 70   | 73   |
|               | 2013 | 2015 | 2016 | 2017 | 2018 | 2019 | 2020 | 2021 | 2022 |